# Til Tuesday
'Til Tuesday foi uma banda americana de new wave formada em Boston, em 1982. Sua formação original era a baixista/vocalista Aimee Mann, o guitarrista/vocalista Robert Holmes, o tecladista Joey Pesce, e o baterista Michael Hausmann. Ficaram muito conhecidos com seu hit de 1985 "Voices Carry".

## História
'Til Tuesday, ganhou fama local seis meses após a sua formação quando venceu o WBCN Rock & Roll Rumble, em Boston, em 1983. Sua música "Love in a Vacuum" (creditada a todos os membros do grupo) teve uma boa quantidade de execuções na estação de rádio patrocinadora, e o grupo conseguiu contrato com a Epic Records.
"Love in a Vacuum" foi regravada para o álbum de estreia, de 1985, da Voices Carry; no entanto, a música que estourou acabou sendo a faixa-título. O single "Voices Carry" chegou ao número oito na Billboard Hot 100, americana e foi inspirada por um argumento entre Mann e Hausmann, que tinham rompido um relacionamento antes do lançamento do álbum. De acordo com o produtor Mike Thorne em seu site Stereo Society, "a faixa-título foi originalmente escrita e cantada por Aimee como se fosse dirigida a uma mulher... A gravadora ficou previsivelmente insatisfeita com tal letra." A revista Rolling Stone, diria mais tarde que Cyndi Lauper estaria interessada em gravar "Voices Carry", com a letra original, mas só se a banda não a colocasse em seu próprio álbum. A banda se recusou.
A banda tornou-se uma das "queridinhas" do começo da MTV americana, com o video de "Voices Carry", que retrata um namorado opressor tentando converter Mann ao seu estilo de vida classe-alta; ela finalmente se rebela contra ele durante um concerto no Carnegie Hall, apesar de filmado no the Strand Theatre, em Dorchester, Massachusetts, levantando-se de sua cadeira na platéia e cantando a letra. Como resultado, o grupo ganhou nesse ano o MTV Video Music Awards como "melhor artista novo".
No álbum seguinte de 1986, Welcome Home, Mann estava começando a escrever mais canções sobre si mesma e a banda estava se afastando do som New Wave de seu álbum de estréia. Mas, enquanto a reação dos críticos geralmente era forte, a #26 colocação para o primeiro single, "What about Love", foi uma decepção comercial, especialmente depois de "Voices Carry" ter figurado no Top 10. Problema ainda maior aconteceu quando o álbum entrou apenas no top 50 dos EUA, grande decepção após o #19 de seu álbum de estréia.
Após o lançamento do álbum, Pesce deixou a banda e foi substituído por Michael Montes. Os guitarristas Jon Brion e Clayton Scoble também se juntaram a banda, embora não como membros fixos.
Ao mesmo tempo, O relacionamento de 2 anos de Mann com o cantor e compositor Jules Shear, chegou ao fim. Essa separação ficou evidente no último álbum da banda, de 1988, Everything's Different Now, particularmente na canção "J para Jules", apesar de Mann insistir que nem todas as músicas do LP foram sobre o relacionamento. Shear colaborou com Matthew Sweet na faixa-título do álbum. Também colaborou em "The Other End (of the Telescope)", uma parceria entre Mann e Elvis Costello, no qual Costello canta como convidado.
Apesar dos elogios da crítica continuaram, Everything's Different Now, foi um fracasso comercial. O álbum alcançou a posição Nº. 124, enquanto o single "(Believed You Were) Lucky" (em parceria com Shear) chegou ao número 95.
'Til Tuesday oficialmente se separou após o lançamento de Everything's Different Now. No entanto, Mann excursionou sob o nome 'Til Tuesday, com vários músicos contratados, enquanto problemas legais com a gravadora Epic impediram de começar a trabalhar em um disco solo por vários anos. (A carreira solo dela começou oficialmente em 1992.) Hausmann, entretanto, tornou-se empresário de Mann, cargo que ocupa até hoje.

## Pessoal
- Aimee Mann - vocais, Baixo - 1982-1988
- Robert Holmes - Guitarra - 1982-1988
- Joey Pesce - Teclados, Sintetizador, Piano - 1982-1986
- Michael Hausmann - Bateria, Percussão - 1982-1988

## Discografia

### Álbuns
- Voices Carry (1985) – EUA #19,[5] AUS #81[6]
- Welcome Home (1986) – EUA #49[7]
- Everything's Different Now (1988) – EUA #124[7]

### Compilações
- Coming Up Close: A Retrospective (greatest hits - 1996)

### Singles
| 1985                                                                  | "Voices Carry"              | 8  | 14 | –  | 15 | Voices Carry               |
| 1985                                                                  | "Looking Over My Shoulder"  | 61 | –  | –  | –  | Voices Carry               |
| 1985                                                                  | "Love in a Vacuum"          | –  | –  | –  | –  | Voices Carry               |
| 1986                                                                  | "What About Love"           | 26 | 9  | –  | 92 | Welcome Home               |
| 1987                                                                  | "Coming Up Close"           | 59 | 37 | –  | –  | Welcome Home               |
| 1988                                                                  | "(Believed You Were) Lucky" | 95 | –  | 30 | –  | Everything's Different Now |
| 1988                                                                  | "Rip in Heaven"             | –  | –  | –  | –  | Everything's Different Now |
| "—" músicas que não foram lançadas no país ou não entraram na parada. |                             |    |    |    |    |                            |